# Podziemia Opatowskie
Podziemia Opatowskie – podziemna trasa turystyczna znajdująca się w Opatowie (województwo świętokrzyskie), składająca się z połączonych ze sobą dawnych piwnic i składów miejskich. Obiekt jest udostępniany przez Powiatowe Centrum Kultury, Turystyki i Rekreacji w Opatowie. 
Opatowskie piwnice zaczęły powstawać najprawdopodobniej w XIII wieku. Najstarsze detale, widoczne na trasie, pochodzą z XV wieku. Ich eksploracja miała miejsce w latach 60. i 70. XX wieku, a prowadzili ją członkowie Krakowskiego Klubu Turystyki Jaskiniowej pod kierownictwem inż. Stanisława Nowosielskiego (Politechnika Krakowska). Od 1971 roku rozpoczęto w odkrytych pomieszczeniach działania ratunkowo-zabezpieczające, prowadzone pod nadzorem specjalistów z Akademii Górniczo-Hutniczej w Krakowie przez górników z PRG Bytom. Sama trasa została udostępniona do zwiedzania w 1984 roku.

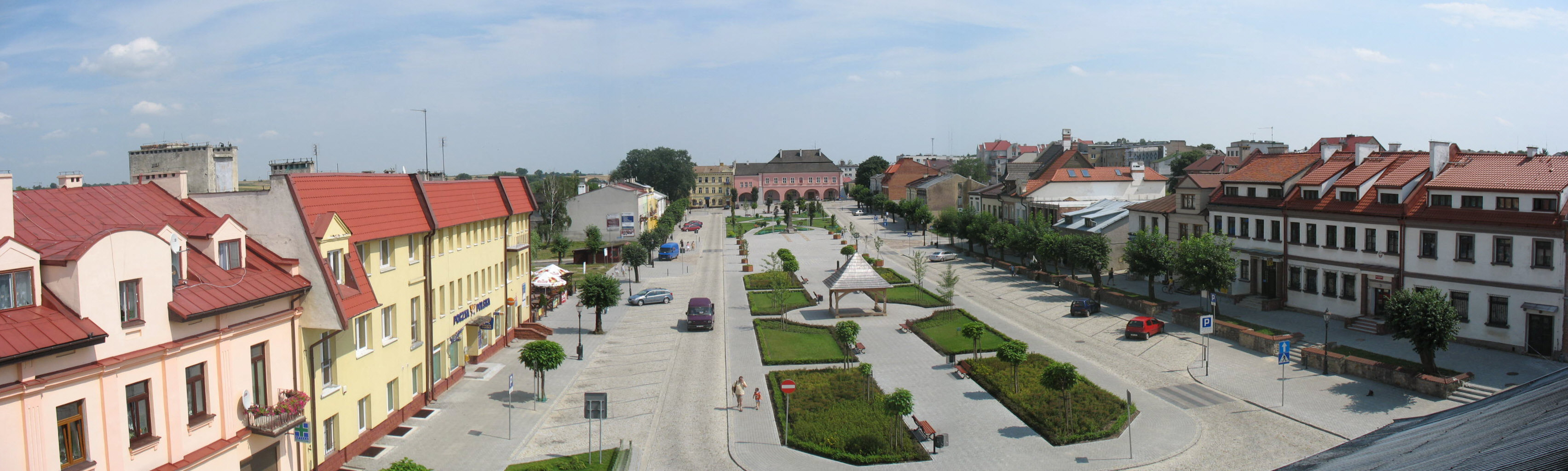
Rynek w Opatowie

Obecnie trasa liczy ok. 500 metrów i biegnie na trzech kondygnacjach pod opatowskim rynkiem, ulicami oraz kamienicami. Wejście i wyjście odbywa się w tym samym punkcie – przy pl. Obrońców Pokoju 18. Na trasie znajduje się kilkanaście komór (m.in. Żmigród, Mała Lessowa, Górnicza, Strzelnica, Partyzancka, Kupcowej, Składowa Lessowa, Przechowalnia, Kupiecka i Geologiczna). Podczas zwiedzania zobaczyć można ekspozycję, związaną z miastem oraz Ziemią Opatowską.
Trasa jest obiektem całorocznym, czynnym codziennie z wyjątkiem świąt. Wstęp jest płatny, zwiedzanie odbywa się w grupach, prowadzonych przez przewodnika.

## Galeria

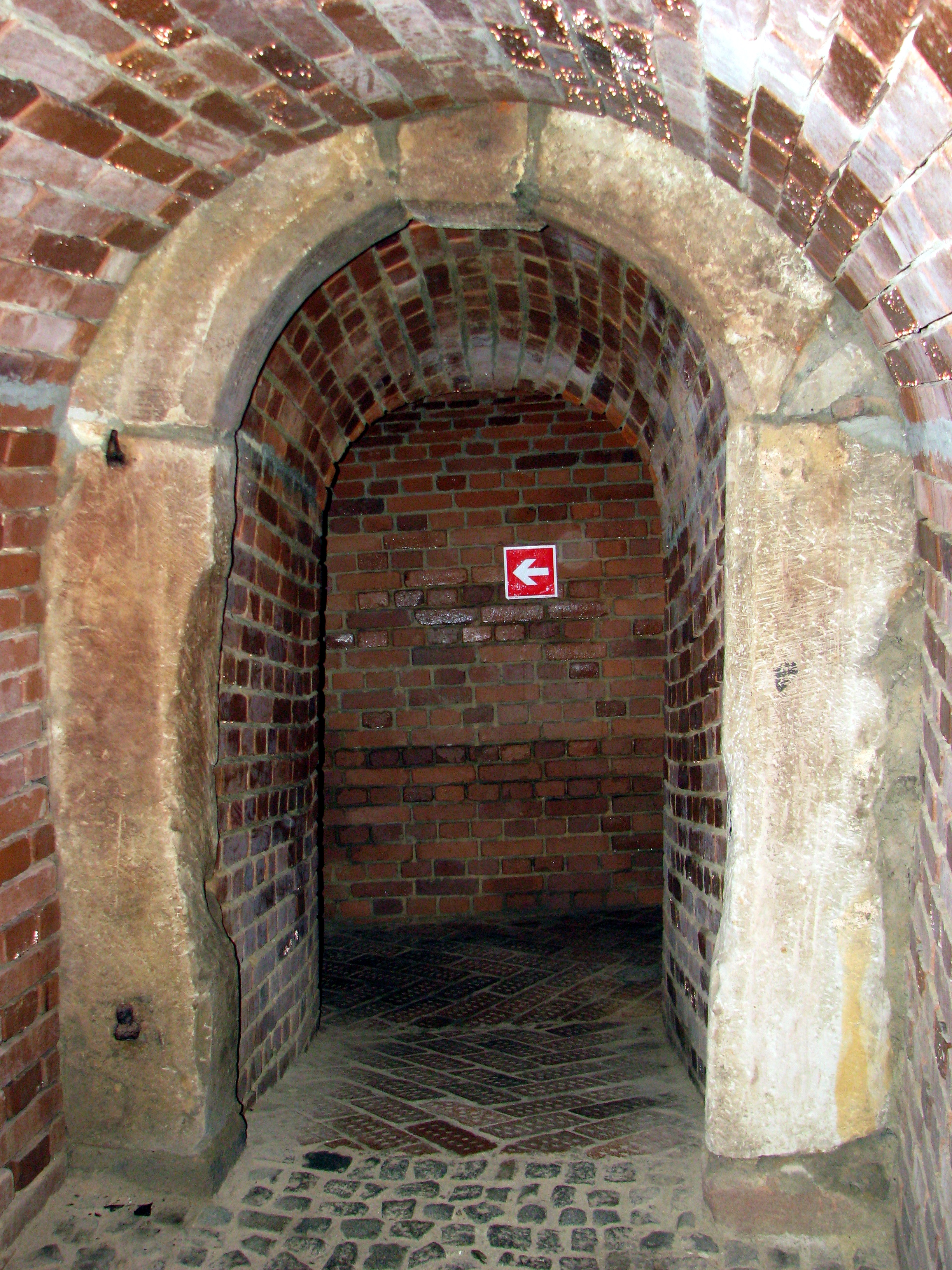
Podziemia
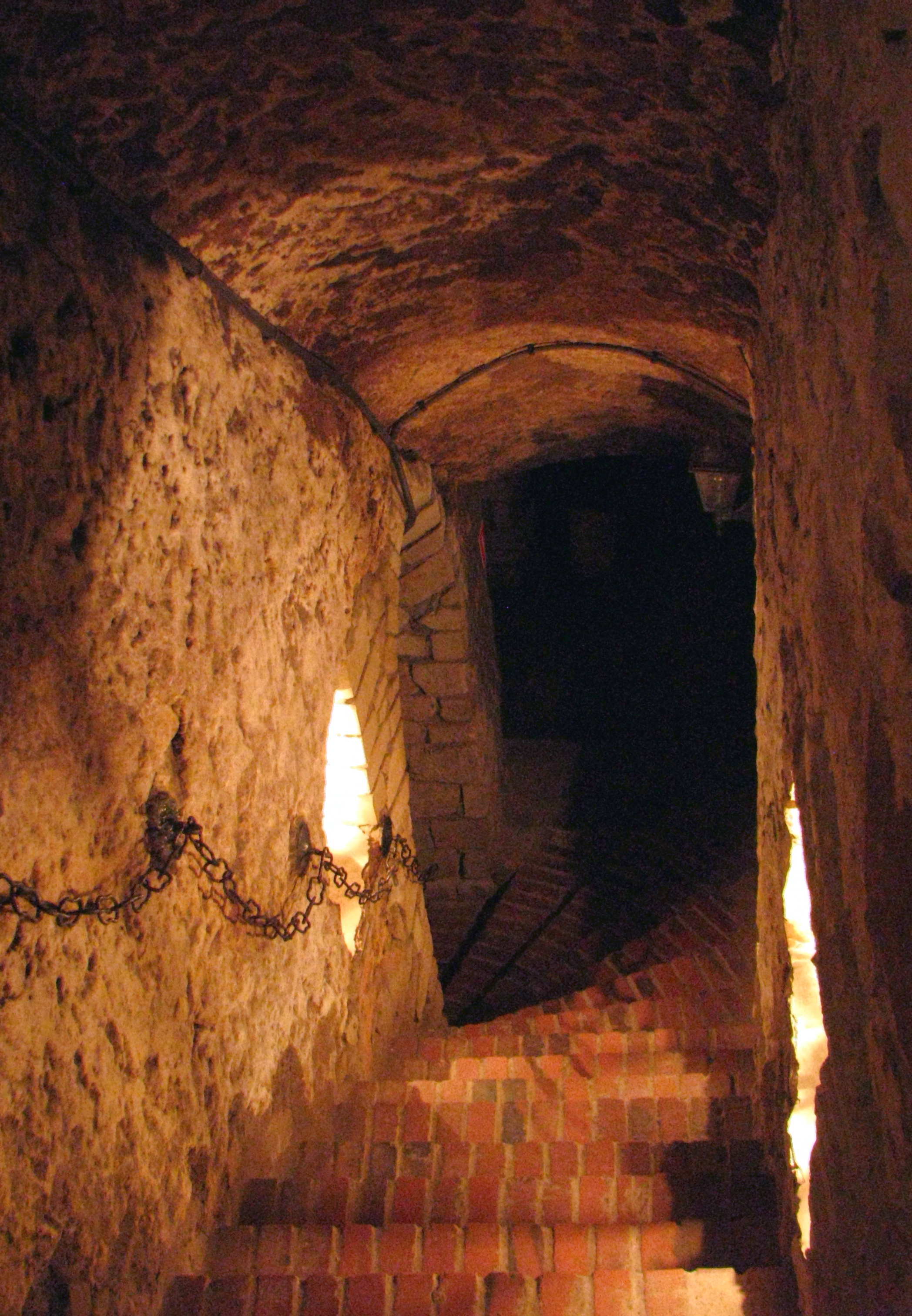
Podziemia
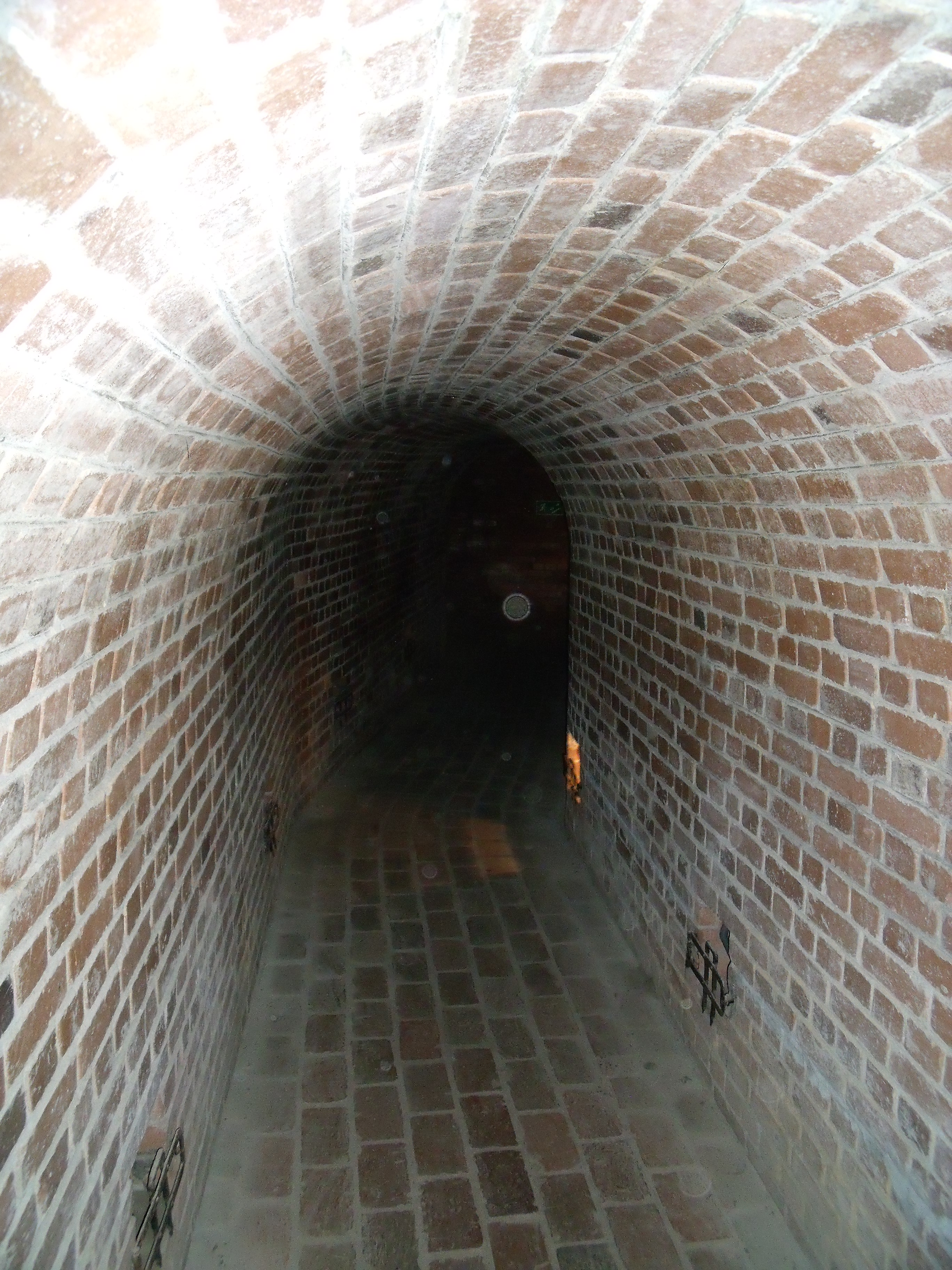
Podziemia
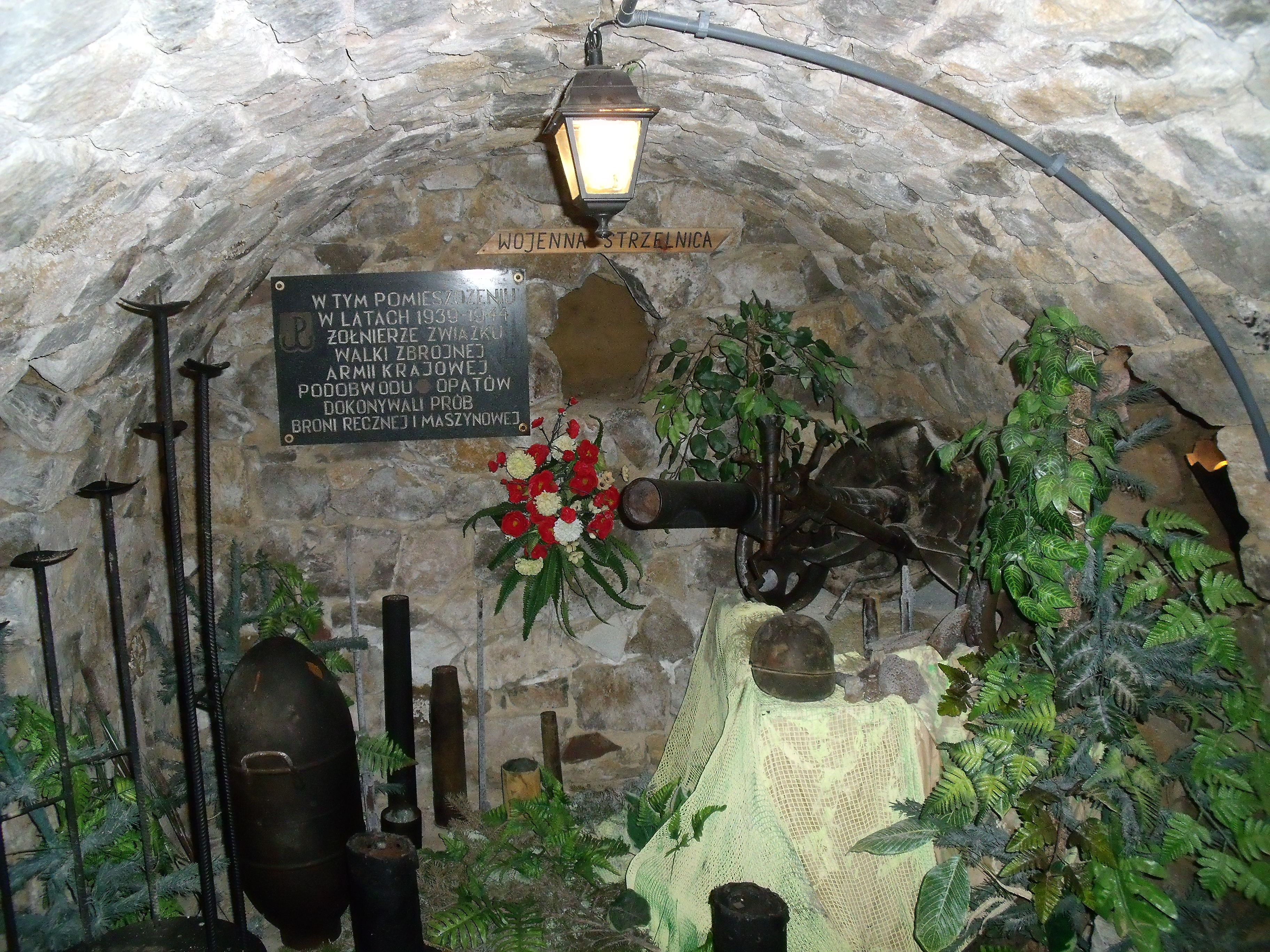
Ekspozycje na trasie
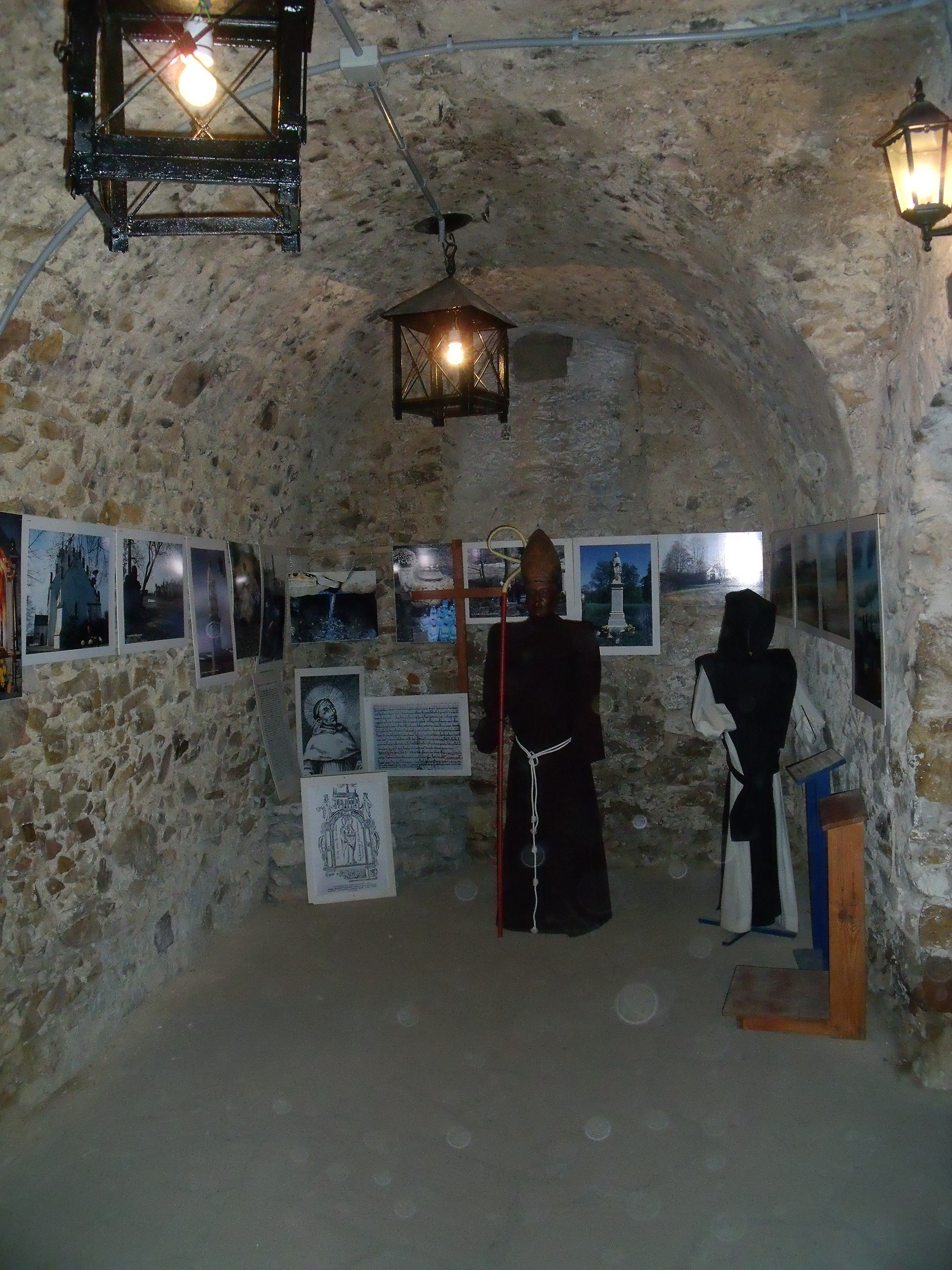
Ekspozycje na trasie
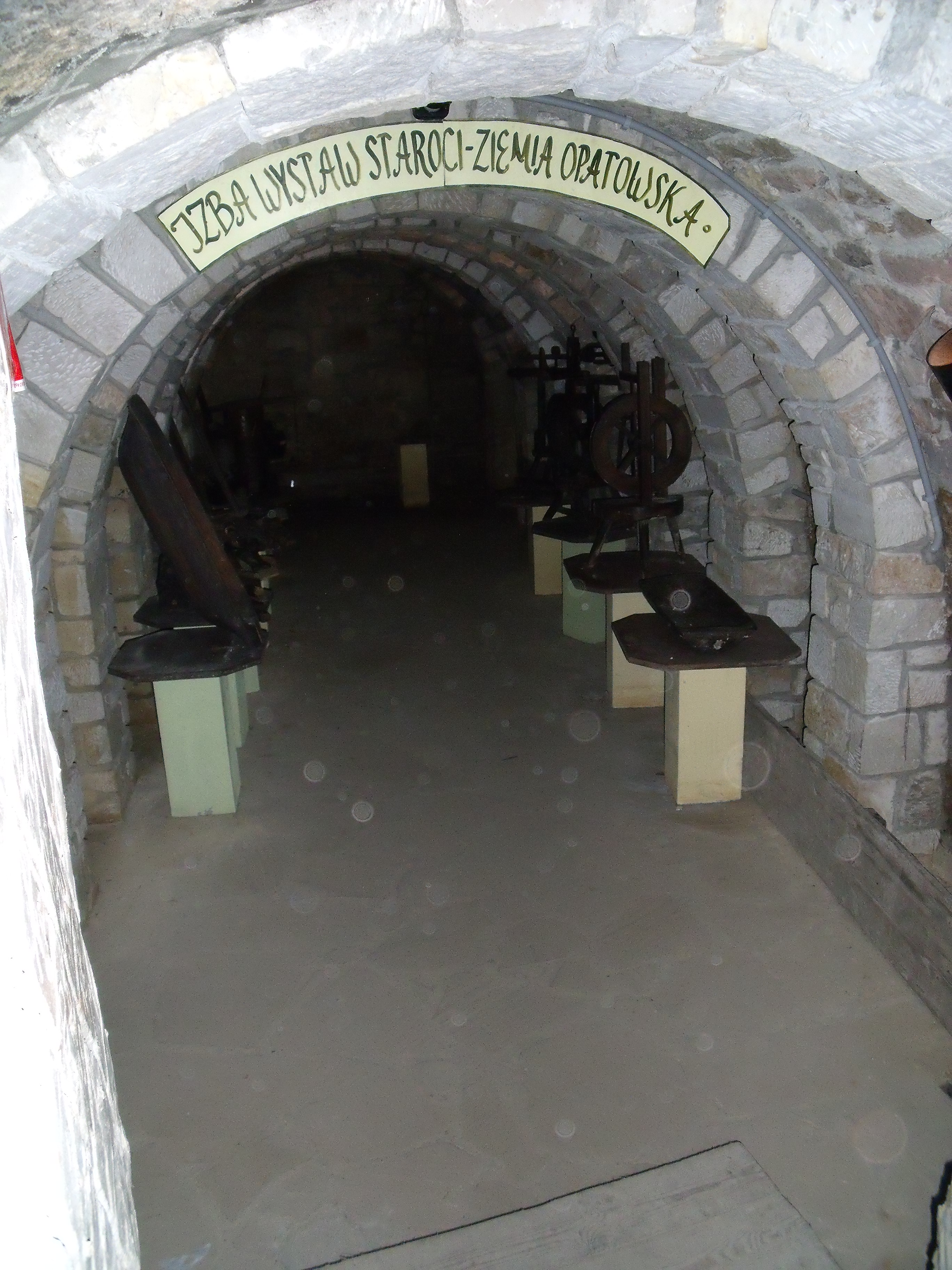
Ekspozycje na trasie